# Simona Madžovska
Simona Madžovska, geborene Stojkovska (mazedonisch Симона Маџовска; englisch Simona Madjovska; * 2. November 1993 in Bitola, Republik Mazedonien) ist eine ehemalige nordmazedonische Handballspielerin, die zuletzt für den deutschen Bundesligisten BSV Sachsen Zwickau auflief.

## Karriere

### Im Verein
Madžovska spielte zunächst für ŽRK Metalurg in der nordmazedonischen Hauptstadt Skopje. Für die Saison 2017/18 ging sie nach Griechenland zu PAOK Thessaloniki. 2018 wechselte sie zum deutschen Erstligisten Sport-Union Neckarsulm. 2019 unterschrieb sie einen Vertrag beim Zweitligisten BSV Sachsen-Zwickau. 2021 konnte sie mit dem BSV in die Bundesliga aufsteigen. 2022 gelang ihnen der Klassenerhalt durch die Relegation. Nach der Saison 2024/25 beendete sie ihre Karriere.

### In Auswahlmannschaften
Mit der nordmazedonischen Frauen-Handballnationalmannschaft nahm sie an der Europameisterschaft 2022 teil.